# П'янконьо
П'янконьо (італ. Piancogno) — муніципалітет в Італії, у регіоні Ломбардія, провінція Брешія.
П'янконьо розташовані на відстані близько 490 км на північ від Рима, 95 км на північний схід від Мілана, 45 км на північ від Брешії.

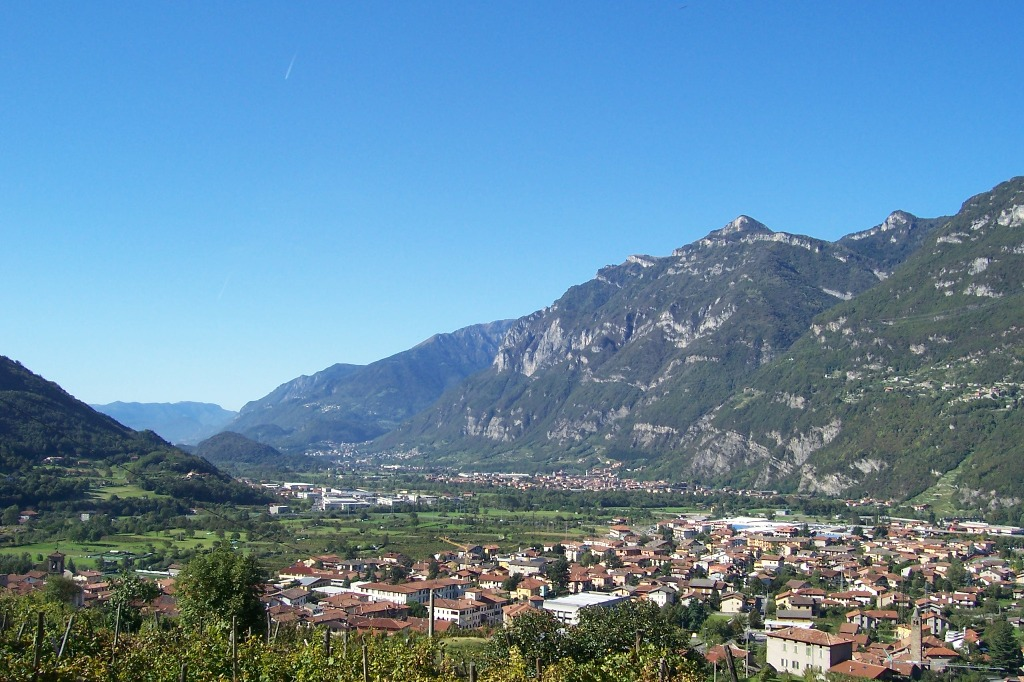

Населення — 4722 особи (2014).

## Демографія
Населення за роками:

Станом на 1 січня 2023 року в муніципалітеті офіційно проживало 658 іноземців з 39 країн, серед них 151 громадянин країн Євросоюзу та 12 громадян України.

## Уродженці
- Інноченцо Доніна (*1950 — †2020) — італійський футболіст, півзахисник.

## Сусідні муніципалітети
- Анголо-Терме
- Борно
- Чивідате-Камуно
- Дарфо-Боаріо-Терме
- Езіне
- Оссімо